# Бельский, Богдан Яковлевич
Богда́н Я́ковлевич Бе́льский (ум. 7 марта 1611, Казань) — видный русский государственный и политический деятель, рында, опричник, воевода, оружничий, окольничий, думный дворянин и боярин во времена правления Ивана IV Васильевича Грозного, Фёдора Ивановича, Бориса Годунова и Смутное время.
Старший из двух сыновей дворянина Якова Лукьяновича Скуратова-Бельского. Блестящей карьерой обязан протекции своего дяди Малюты Скуратова. Из рода служилых вотчинников западных уездов.

## Биография

### Служба Ивану Грозному
Начал свою деятельность опричником при дворе Ивана Грозного.
В 1570-1571 годах — жилец. В сентябре 1570 года в царском походе из Александровской слободы — рында с большим саадаком в походе против войск хана Девлет-Гирея. В этом же году упомянут в опричнине.
В походе 1572 года — рында с рогатиной. В октябре того же года на свадьбе царя и Марфы Собакиной назначен «с царём в мыльне мыться». В это же время упомянут стольником опричного двора.
В 1573—1584 годах входил в особый двор Ивана Грозного. В 1573 году царский стольник, в марте его оклад составлял 250 рублей, в декабрьском походе государев рында с рогатиной. В этом же году ходил перед Государём на свадьбе царя Ивана Грозного с А. Г. Васильчиковой.
В походе 1574 года — рында с царским шеломом (шлемом).
В 1576—1584 годах по словам английского дипломата Д. Горсея «главный любимец царя» и один из его наиболее доверенных лиц. В апреле 1576 года дворовый дворянин (думный дворянин), ездивший за Государём с боярами в разряде царского похода к Калуге.
В январе 1577 года пожалован оружничим. В этом же году в государевом походе ездит за царём с царским шеломом.
Участвовал в ряде походов и сражений Ливонской войны 1558—1583 годов. В августе 1577 года, перед походом на г. Чествин, вместе с В. Ф. Воронцовым составлял роспись полкам для приступа. В том же году послан во главе отряда в 2603 человек против г. Скровный (Ашерад) и 26 августа город взял приступом, а 28 августа послан к г. Вольмар. В сентябре того же года послан «искать место, где стоять полкам и нарядам».
В 1576/77 году думный дворянин в особом дворе Государя. В апреле 1577 года думный дворянин с государевом походе из Новгорода на Ливонию. По росписи от 1 июня 1577 года — оружничий в государевом полку . В августе оружничий под г. Скровным. Вскоре был замечен царём и стал его приближённым, спал в одной с ним комнате. Умный, энергичный и властолюбивый царедворец пытался пробить себе путь на самый верх, но несмотря на все старания, царь не счёл нужным дать ему при дворе высокий чин. Даже за ливонский город Вольмар (Владимирец), сдавшийся русским в 1577 году благодаря в большей степени усилиям Богдана Яковлевича, Иван Грозный наградил его лишь золотой цепью и португальским золотым.
В январе 1578 года он вёл переговоры с польско-литовским посольством С. Крайского, М. Сапеги и Ф. Скумина-Тыкевича в Москве в составе ответной комиссии думных чинов.
В сентябре 1580 года дружка на свадьбе царя с Марией Фёдоровной Нагой. Имеются сведения, что царь поручил ему воспитание своего сына Дмитрия Ивановича от Марии Нагой.
В сентябре 1581 года вновь в составе комиссии думных чинов он вел переговоры в Старице с папским эмиссаром Антонио Поссивино.
В июне 1582 года в Москве вновь в составе аналогичной комиссии Богдан Яковлевич ведет переговоры с польско-литовским посольством Я. Заберизинского, причем это зафиксировано не только в посольской документации по связям с Польско-Литовским государством, но и в разрядах. Тогда же в июне на аудиенции этого посольства у Ивана Грозного — Бельский, как известно, стоял выше рынд по правую руку от государя.

В конце 1583 — начале 1584 годов заведовал царской аптекой и докторами. В ведении Б. Я. Бельского были всевозможные гадалки, колдуны, астрологи собранные по случаю появления хвостатой кометы и предсказавшие скорую смерть царя. В октябре 1583 года «Боярин и оружничий» во время приёма английского посла Еремея Боуса в Москве. Ему царь поручил свои личные дела, касавшиеся переговоров с английским послом Боуносом о женитьбе на племяннице английской королевы Мэри Гастингс. В конце этого года упомянут оружничим, который сидел в «кривой лавке» на посольском приёме в Москве. 

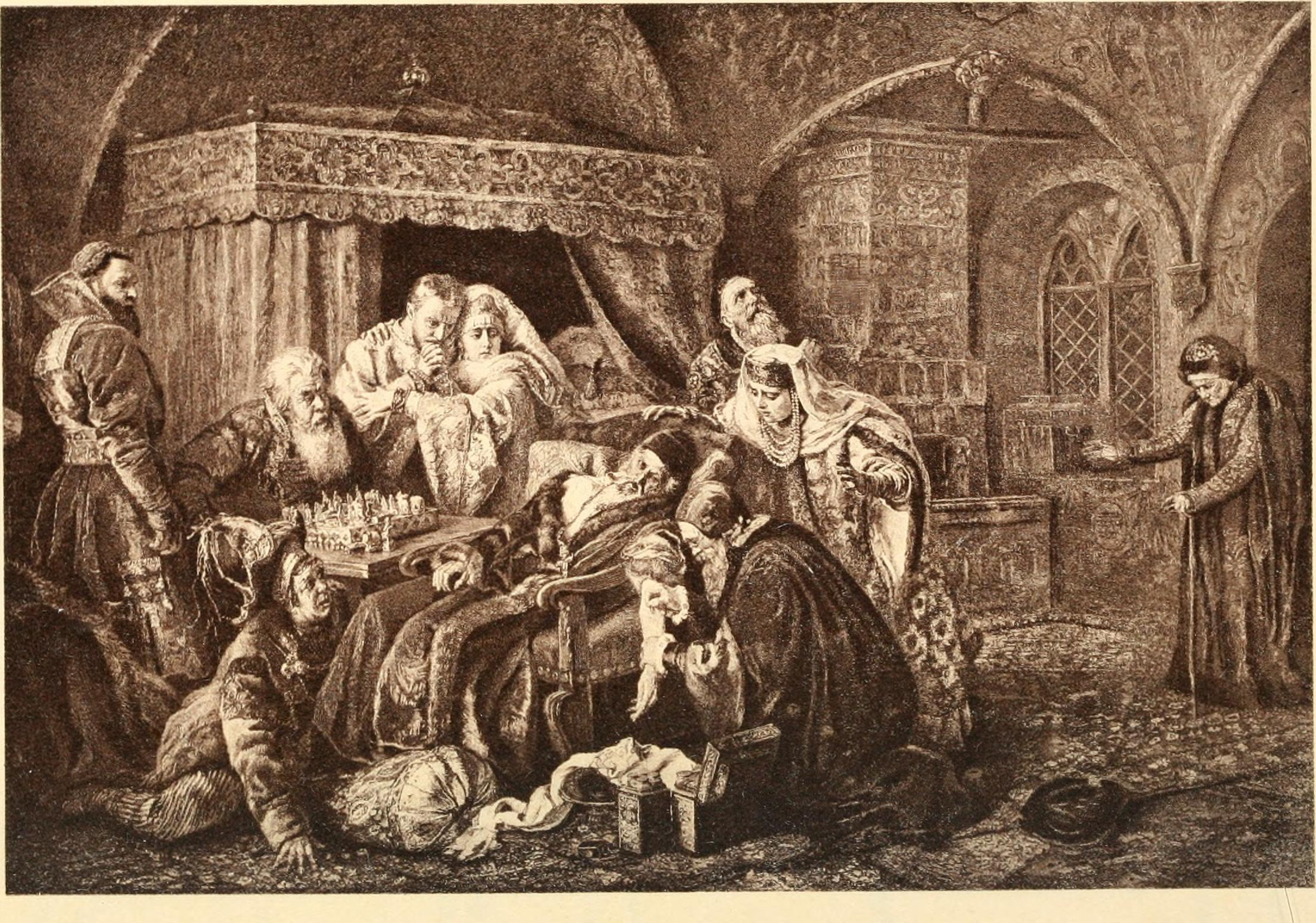
На картине К. Маковского Богдан Бельский показан играющим в шахматы с умирающим царём

Царь умер в 1584 году в присутствии Богдана Бельского (по одной из версий, был задушен им и Борисом Годуновым), когда они с ним играли в шахматы. Назначен Иваном Грозным в регентский совет при своём сыне Фёдоре Иоанновиче.
В это время входил в число наиболее состоятельных землевладельцев: имел вотчины и поместья в 6 уездах, делал крупные вклады в монастыри.

### Служба Фёдору Ивановичу
После смерти Ивана Грозного возглавил придворную группировку выдвинувшихся в особом дворе лиц (партия думных дворян), боровшихся за своё влияние, статус и сохранение опричнины. В попытке убедить царя Фёдора сохранить опричнину, Бельский вместе с верными ему стрельцами затворил 1584 году Московский Кремль. Когда боевые холопы Мстиславских и Романовых попытались силой проложить дорогу в царскую резиденцию, стрельцы взялись за оружие. Современник писал, что «народ всколебался весь без числа со всяким оружием». Тогда стрельцы сделали залпы из пушек по собравшейся на Красной площади толпе горожан, убив 20 и ранив почти 100 человек.
Члены опекунского совета обвинили Бельского в попытке возвести на престол царевича Дмитрия. В том же году он был отправлен 02 (12) апреля 1584 года в почётную ссылку — воеводой в Нижний Новгород при формальном сохранении должности и чина оружничего, где упоминается и в 1585 году.
Не позднее 1586 года попал в опалу, часть его владений была конфискована и был возвращён в Москву только в 1591 году, фактическим правителем государства Борисом Годуновым (который был женат на его двоюродной сестре). А. П. Павлов обратил внимание, что в Боярском списке 1588/89 года напротив его фамилии стоит помета «в деревне». Видимо в это время он уже не был на воеводстве Нижнем Новгороде
В июле 1591 года, во время татарского набега на Москву, он вошёл в состав военного совета при главнокомандующем Ф. И. Мстиславском и упомянут воеводой в Прибыльном полку. Зимой 1591—1592 годов участвовал в большом походе против шведов и назначен быть «с нарядом» (пушками) в Большом полку. При этом, по записям в разрядных книгах, он не теряет чин оружничего, но не упоминается, как думный дворянин.
Осенью 1593 года был второго разменного посла, после Федора Ивановича Хворостинина получивший по такому случаю чин боярина, по осуществлению посольского размена и съезда с крымцами под Ливнами, заключивший мирный договор с крымским ханом. Осенний посольский размен и съезд под Ливнами был кульминацией сложной дипломатической игры, происходившей между Москвой и Бахчисараем с момента водворения на крымском престоле хана Гази-Гирея II весной 1588 года. Речь шла не просто об обмене посольствами с «сопутствующими» переговорами, как это уже имело место при Иване Грозном в 1578 и 1582 годах. Решался вопрос об окончательном урегулировании ситуации, связанной с длительным пребыванием на территории Русского государства претендентов на крымский престол — сыновей хана Мухаммед-Гирея II — Сеадет-Гирея и Мурад-Гирея. Оба «царевича»-султана оказались в южных пределах Русского государства ещё на рубеже 1584/85 годов после неудачной попытки захвата ими Крыма. Эти события явились одним из этапов длительной борьбы за крымский престол, происходившей в течение 1577—1588 годов и известной в историографии, как «династический кризис Гиреев». В конечном итоге летом 1586 года один из «царевичей» -Мурад-Гирей водворился в Астрахани, где предполагалось начать подготовку к его походу на Крым. На самом деле планы инициировавшего «астраханский проект» Б. Ф. Годунова предполагали не столько водворение «своего» хана на крымском престоле, сколько усиление позиций Москвы на Кавказе и у Больших Ногаев. После смерти Мурад-Гирея в Русском государстве продолжала пребывать его вдова Ертуган, дочь знаменитого ногайского бия Гази, основателя «Казыева улуса». Летом 1593 года, в ходе второй миссии в Москву эмиссара хана Ямгурчея аталыка, в результате его переговоров лично с Б. Ф. Годуновым была достигнута окончательная договоренность о возвращении в Крым «царицы» Ертуган и лиц из окружения её покойного мужа Мурад-Гирея. Возвращение «царицы» должно было сопровождаться обменом посольствами в Ливнах. Таким образом, посольская миссия, в которой должен был участвовать Б. Я. Бельский, имела исключительное значение.
В 1595-1596 году был назначен начальником засечной черты против крымских татар: «Тово же лета июля в 1 день послал государь засек делать на украину на четыре статьи: первой статье окольничий князь Иван Васильевич Великий Гагин; а взят он на берегу, да с ним оружничий Богдан Яковлевич Бельский; и Богдан Бельский бил челом государю в отечестве на князя Ивана Гагина». Результат местничества не ясен. Следующая запись в разрядах указывает только, что князь И. В. Гагин отозван «ис передового полку ис Колуги к Москве». Б. Я. Бельский с чином оружничего «дозирал» только «пятую засеку украинных городов», уступая многим лицам, в том числе и окольничему М. Г. Салтыкову и думному дворянину И. П. Татищеву.
Постепенно сумел вернуть немалую часть былого влияния (детей Бельского хоронили в кремлёвском Вознесенском монастыре рядом с могилами цариц и царевен).

### Служба Борису Годунову
В 1598 году после смерти царя Фёдора Ивановича — Богдан Бельский выступил одним из лидеров антигодуновской оппозиции, возможно, что в союзе с Романовыми. Созвал в Москву из своих вотчин вооружённых людей, дабы посадить на престол Симеона Бекбулатовича. Несмотря на это, в том же году подписал постановление Земского собора об избрании Годунова на царский престол. В сентябре этого же года новый царь пожаловал Богдану Бельскому чин окольничего (обычно не достижимый для лиц такого происхождения).
В 1599—1600 годах Б. Я. Бельский послан на Северский Донец строить город Царёв-Борисов. Существует версия, что именно Бельский основал слободу Бельскую (ныне город Старобельск), известную по источникам лишь с 1686 года.
Летом-осенью 1600 года, по возвращению в Москву, назначен главою Аптекарского приказа, а также в 1601 году 2-м судьёю одного из Судных приказов.
В конце 1601-начале 1602 года в связи с борьбой придворных партий, материалы следственного дела показывают, что непосредственным поводом к опале и репрессиям Б. Я. Бельского послужил донос на него, исходящий из Аптекарского приказа, о якобы имеющемся у него намерении отравить царскую семью Годуновых. Вместе с тем значение имели и многочисленные «речи» Богдана Яковлевича в период его миссии по строительству Царева Борисова («Борис в Москве царь, а я в Царёве-Борисове!») вновь обвинён в измене, был приговорён к лишению части чинов и владений, и отправлен в ссылку в Сибирь (по другой версии — «на Низ в тюрьму»). Согласно «РБСП», один из телохранителей Годунова по имени Габриель, по приказу хозяина выщипал Бельскому всю бороду «по волоску».

### Смутное время
В 1605 году после смерти царя Бориса Годунова и вступления на царский престол его сына Фёдора Годунова — Богдан Бельский был амнистирован правительницей — своей двоюродной сестрой вдовствующей царицей Марией Григорьевной и возвращён из ссылки в столицу. При приближении к Москве войск Лжедмитрия I активно участвовал в антигодуновском восстании москвичей 01 (11) июня 1605 года, подтвердил, что тот является истинным царевичем, и заявил, что лично его спас, за что получил боярский чин и престижное назначение воеводой в Новгород.
В 1606 году после воцарения Василия Шуйского — Богдан Бельский попал в немилость, его владения частично конфискованы. Летом этого же года назначен воеводой в Казань, а в 1608 году назначен вторым воеводой там же, став «товарищем» (заместителем) первого воеводы, боярина В. П. Морозова.
В 1609 году получил от царя Василия Шуйского грамоту с увещанием оставаться верным царскому престолу.
В марте 1611 года в Казани воевода Богдан Бельский, в ходе острых политических столкновений, отказавшийся принести присягу Лжедмитрию II, был убит толпой горожан под руководством дьяка Никанора Шульгина «сброшен с раскату». В Боярском списке этого года напротив его фамилии была сделана помета «в Казани умре».

## Художественные отражения
- Один из персонажей романа Ю. И. Фёдорова «Борис Годунов».
- В телесериале «Годунов» (2018) его сыграл актёр Антон Кузнецов.
- В телесериале «Янычар» (2022) его сыграл актёр Борис Каморзин.

## Критика
В своём труде В. Н. Берх показывает пожалование Богдана Яковлевича Бельского боярским титулом — 1578 год, а дату смерти указывает — 1610 год.

## Комментарии
1. ↑  В некоторых работах по-прежнему встречается утверждение, что отцом Богдана Яковлевича Бельского был Яков Семёнович Бельский — сын князя Семёна Фёдоровича Бельского. Однако в настоящее время большинство исследователей придерживается мнения, что род Богдана Бельского (включая его дядю Малюту Скуратова) был различного происхождения как с князьями Бельскими-Гедеминовичами, так и с князьями Бельскими-Рюриковичами. Да и само существование князя Якова Семёновича Бельского вызывает сомнения.
2. ↑  По словам Горсея, Боус <…> требовал от царя, чтобы престол наследовал сын Иоанна от будущей царицы-англичанки <…> Иоанн будто бы согласился, но это шло вразрез с планами Годунова и Богдана Бельского. Когда с царём во время игры во дворце случился обморок, и во дворце подняли переполох, тогда царь и был удушен <…> Рассказ этот остаётся, конечно, на совести Горсея; только дьяк Иван Тимофеев намекает на такую же смерть Грозного[6].